# Cédric Fauré
Cédric Fauré (* 14. Februar 1979 in Toulouse) ist ein französischer Fußballspieler. In der Saison 2013/14 stand er zunächst bei En Avant Guingamp unter Vertrag, wurde in der winterlichen Transferperiode aber an den belgischen Erstdivisionär Sporting Charleroi abgegeben.

## Karriere
Der Stürmer begann seine Karriere bei der AS Muret, wechselte 1999 zur US Luzenac und Anfang 2001 zum Sporting Club Balma, einem weiteren Amateurligisten. Ab dem Sommer 2001 spielte er für den damaligen Drittdivisionär FC Toulouse, mit dem er zweimal nacheinander aufstieg. In der Spielzeit 2002/03 hatte er für dessen erste Mannschaft 20 Treffer geschossen, die ihn zum Torschützenkönig der Ligue 2 machten, und stieg am Saisonende mit ihr in die Ligue 1 auf. Auch dort bestritt er 36 Punktspiele für die Lila-Weißen und erzielte zehn Treffer. 2003 war er zudem von der Profifußballergewerkschaft UNFP als bester Feldspieler der Ligue 2 ausgezeichnet worden. Dennoch wurde er 2004 an EA Guingamp abgegeben und kehrte somit in die zweite Liga zurück, in der er sich seither – unterbrochen nur durch je zwölf Monate in der Ligue 1 und der National – einen Ruf als zuverlässiger Torjäger erworben hat.
Die Saison 2005/06 begann er beim FC Istres, von wo ihn nach der Hinrunde der Erstligist Le Mans UC holte. Dort stand er allerdings trotz 14 Punktspielen mit zwei Torerfolgen im Schatten des zeitgleich gekommenen Brasilianers Grafite. Deshalb verließ Cédric Fauré die Manceaux nach nur sechs Monaten und spielte in den folgenden beiden Jahre für Stade Reims, wo er aufgrund seiner 31 Treffer in 72 Ligapartien den höherklassigen Le Havre AC für sich interessierte. Doch schon in der Winterpause der Spielzeit 2008/09 kehrte er zu Reims zurück, blieb dort auch während dessen einjährigem Drittliga-Intermezzo, in dem er mit 25 Treffern erneut bester Ligatorschütze wurde, und war in der Saison 2011/12 maßgeblich am Aufstieg der Rot-Weißen aus der Champagne beteiligt, zu dem er, obwohl inzwischen eher als zurückgezogene Spitze agierend, weitere 15 Tore beigesteuert hat. Damit wurde er erneut Zweitliga-Torschützenkönig. Zu einer Vertragsverlängerung ist es im Sommer 2012 dennoch nicht gekommen; daraufhin kehrte der Angreifer für zwei Jahre zum Zweitligisten EA Guingamp zurück, mit dem er zwölf Monate später in die erste Liga aufstieg. Nachdem Fauré dort nur noch in vier Hinrundenpartien zum Einsatz gekommen war, gab der Verein ihn an Sporting Charleroi ab.

### Stationen
- 1997–1999: AS Muret
- 1999–Dezember 2000: US Luzenac
- Januar–Juni 2001: SC Balma
- 2001–2004: FC Toulouse (ab 2001 in D3, ab 2002 in D2, ab 2003 in D1)
- 2004/05: EA Guingamp (in D2)
- 2005–Dezember 2005: FC Istres (in D2)
- Januar–Juni 2006: Le Mans UC (in D1)
- 2006–2008: Stade Reims (in D2)
- 2008–Dezember 2008: Le Havre AC (in D1)
- Januar 2009–2012: Stade Reims (in D2, 2009/10 in D3)
- 2012–Dezember 2013: EA Guingamp (in D2, 2013/14 in D1)
- seit Januar 2014: Sporting Charleroi

## Palmarès
- Torschützenkönig der Ligue 2: 2003, 2012
- Torschützenkönig der National: 2010
- UNFP-Trophäe als bester Zweitliga-Feldspieler: 2003